# 마르가레트 베르게르
마르가레트 베르게르(Margaret Berger, 1985년 10월 11일 ~ )는 노르웨이의 가수이다. 유로비전 송 콘테스트 2013에서 노르웨이 대표로 참가했다.